# Stoney (volk)
De Stoney of Nakoda zijn een indiaans volk dat in het noorden van de Great Plains leeft. De leden van het volk wonen voornamelijk in de Canadese provincies Alberta en Saskatchewan. Cultureel gezien behoren de Stoney tot de prairie-indianen. Hun oorspronkelijke taal is Stoney, een taal van de Siouxtaalfamilie. Ze zijn nauw verwant aan de Assiniboine en Sioux.